# Channing Tatum
Channing Matthew Tatum (ur. 26 kwietnia 1980 w Cullman w stanie Alabama) – amerykański aktor, producent filmowy, tancerz i model, znany z ról w filmach: Step Up: Taniec zmysłów (2006), G.I. Joe: Czas Kobry (2009), Wciąż ją kocham (2010), I że cię nie opuszczę (2012), 21 Jump Street (2012) czy Magic Mike (2012).

## Życiorys

### Wczesne lata
Urodził się w Cullman w stanie Alabama jako syn Kay (z domu Faust), pracowniczki linii lotniczej, i Glenna Tatuma, który pracował w budownictwie. Ma pochodzenie angielskie, irlandzkie, francuskie i niemieckie. Kiedy miał sześć lat, rodzina przeniosła się do Missisipi. Podczas dorastania cierpiał na ADHD i dysleksję.
Trenował futbol, piłkę nożną, baseball, grał w drużynie futbolowej. Uczęszczał do Gaither High School. W 1998 ukończył Tampa Catholic High School. Uczęszczał do Glenville State College w Glenville, gdzie otrzymał stypendium sportowe.
Pracował jako dekarz, a następnie krótko jako striptizer pod pseudonimem „Chan Crawford” w lokalnym klubie nocnym, co stało się inspiracją dla jego roli Mike’a Martingano w filmie Magic Mike (2012).

### Początki kariery
W 2000 po raz pierwszy pojawił się jako tancerz w teledysku Ricky’ego Martina do singla „She Bangs”, po audycji w Orlando na Florydzie, zapłacono mu 400 dolarów za pracę. Doświadczenie w branży mody rozpoczął jako model Armani’ego i Abercrombie & Fitch. W październiku 2001 magazyn „Tear Sheet” umieścił go na liście 50. najpiękniejszych twarzy.
W 2002 wystąpił w reklamach telewizyjnych Mountain Dew i Pepsi. Wkrótce pojawił się w magazynie „Vogue”, a także wziął udział kampanii Abercrombie & Fitch, Nautica, Dolce & Gabbana, American Eagle Outfitters i Emporio Armani. Później podpisał umowę z Beatrice Model Agency w Miami i Ford Models w Nowym Jorku. Jego zdjęcia znalazły się na stronach Citizen K. i Contents.

### Rozwój kariery
W profesjonalne aktorstwo zaangażował się w 2004, pojawiając się w jednym z epizodów serialu CSI: Kryminalne zagadki Miami. W 2005 roku zagrał koszykarza Jasona Lyle’a w filmie Trener, dostał małą rolę w filmie Wojna światów i wystąpił w teledysku do piosenki „Hope” (2005) Twisty i Faith Evans.

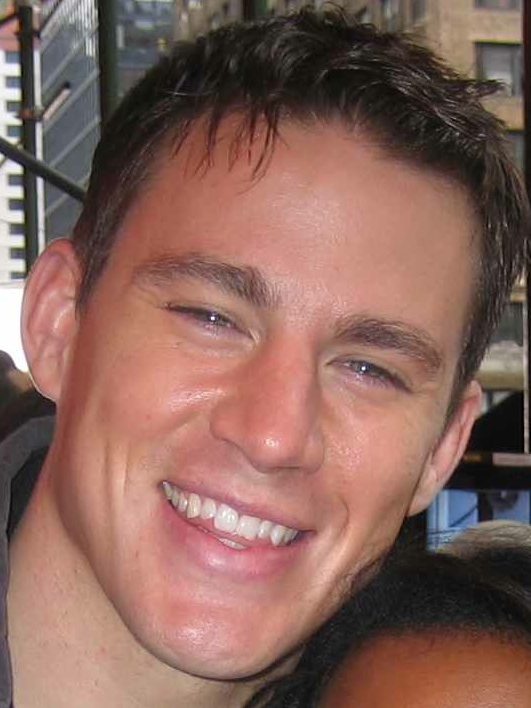
Tatum (2007)

Popularność zyskał dzięki roli Tylera Gage’a, tancerza hip-hopu mającego problemy z prawem w filmie Step Up: Taniec zmysłów. Za postać młodego Antonio w dramacie kryminalnym Wszyscy twoi święci (A Guide to Recognizing Your Saints, 2006) otrzymał nagrodę specjalną na Sundance Film Festival. W tym samym roku zagrał w filmie Ona to on (She’s the Man, 2006). Był brany pod uwagę do tytułowej roli w Mongolu (2007). Za rolę sierżanta Steve’a Shrivera w dramacie wojennym Stan spoczynku (Stop-Loss, 2008) i Tylera Gage’a w filmie Step Up 2 (2008) zdobył Teen Choice Awards. Wystąpił w teledysku do piosenki „(I Wanna) Channing All Over Your Tatum” (2013).
Zagrał tytułową rolę striptizera Mike’a Martingano w filmie Magic Mike (2012). W tym samym roku został uznany za „najseksowniejszego mężczyznę na świecie” według magazynu „People”. Był na okładkach magazynów, takich jak „AXM” (w maju 2008), „GQ” (w sierpniu 2009), „Details” (w lutym 2010), „Vanity Fair” (w lipcu 2013, w lipcu 2015), „Men’s Health” (w edycji ukraińskiej w sierpniu 2013), „The Hollywood Reporter” (w listopadzie 2014) i „Esquire” (w grudniu 2014).

## Życie prywatne
W 2006 na planie filmowym Step Up: Taniec zmysłów poznał aktorkę Jennę Dewan. Niedługo po zakończeniu zdjęć zaczęli się spotykać. We wrześniu 2008 w Maui zaręczyli się, a 11 lipca 2009 wzięli ślub w Kościele Estates Vineyards w Malibu w Kalifornii. Mają córkę Everly (ur. 31 maja 2013 w Londynie). W kwietniu 2018 para wydała oświadczenie, w którym ogłosiła rozstanie.
W wywiadzie z maja 2014 w magazynie „GQ” stwierdził, że „pije zbyt dużo alkoholu” i że jest „dobrze funkcjonującym alkoholikiem”.

## Filmografia

### Filmy
| Rok  | Tytuł                                                    | Rola                                           | Reżyser                      |
| ---- | -------------------------------------------------------- | ---------------------------------------------- | ---------------------------- |
| 2005 | Trener (Coach Carter)                                    | Jason Lyle                                     | Thomas Carter                |
| 2005 | Spustoszenie (Havoc)                                     | Nick                                           | Barbara Kopple               |
| 2005 | Supercross                                               | Rowdy Sparks                                   | Steve Boyum                  |
| 2005 | Wojna światów (War of the Worlds)                        | chłopiec w kościele (niewymieniony w czołówce) | Steven Spielberg             |
| 2006 | Ona to on (She’s the Man)                                | Duke Orsino                                    | Andy Fickman                 |
| 2006 | Step Up: Taniec zmysłów (Step Up)                        | Tyler Gage                                     | Anne Fletcher                |
| 2006 | Wszyscy twoi święci (A Guide to Recognizing Your Saints) | młody Antonio                                  | Dito Montiel                 |
| 2007 | The Trap (film krótkometrażowy)                          | Greg                                           | Srdan Golubović              |
| 2007 | Bitwa w Seattle (Battle in Seattle)                      | Johnson                                        | Stuart Townsend              |
| 2008 | Step Up 2 (Step Up 2: The Streets)                       | Tyler Gage (Cameo)                             | Jon M. Chu                   |
| 2008 | Stan spoczynku (Stop-Loss)                               | Steve Shriver                                  | Kimberly Peirce              |
| 2009 | Fighting                                                 | Shawn MacArthur                                | Dito Montiel                 |
| 2009 | Wrogowie publiczni (Public Enemies)                      | Pretty Boy Floyd                               | Michael Mann                 |
| 2009 | G.I. Joe: Czas Kobry (G.I. Joe: The Rise of Cobra)       | Conrad Hauser / Duke                           | Stephen Sommers              |
| 2010 | Wciąż ją kocham (Dear John)                              | John Tyree                                     | Lasse Hallström              |
| 2010 | Earth Made of Glass                                      | producent wykonawczy                           | Deborah Scranton             |
| 2011 | Sekrety i grzeszki (The Dilemma)                         | Zip                                            | Ron Howard                   |
| 2011 | Sprawa zamknięta (The Son of No One)                     | Jonathan „Milk” White                          | Dito Montiel                 |
| 2011 | Dziewiąty legion (The Eagle)                             | Marcus Flavius Aquila                          | Kevin Macdonald              |
| 2011 | 10 lat (10 Years)                                        | Jake Bills                                     | Jamie Linden                 |
| 2012 | Ścigana (Haywire)                                        | Aaron                                          | Steven Soderbergh            |
| 2012 | I że cię nie opuszczę (The Vow)                          | Leo Collins                                    | Michael Sucsy                |
| 2012 | 21 Jump Street                                           | Greg Jenko (także producent)                   | Phil Lord, Chris Miller      |
| 2012 | Magic Mike                                               | Michael „Magic Mike” Lane                      | także producent              |
| 2012 | Nitro Circus: The Movie                                  | w roli samego siebie                           | Gregg Godfrey, Jeremy Rawle  |
| 2013 | Panaceum (Side Effects)                                  | Martin Taylor                                  | Steven Soderbergh            |
| 2013 | G.I. Joe: Odwet (G.I. Joe: Retaliation)                  | Conrad Hauser / Duke                           | Jon M. Chu                   |
| 2013 | To już jest koniec (This Is the End)                     | w roli samego siebie (Cameo)                   | Seth Rogen, Evan Goldberg    |
| 2013 | Świat w płomieniach (White House Down)                   | John Cale (także producent)                    | Roland Emmerich              |
| 2013 | Don Jon                                                  | Connor Verreaux (Cameo)                        | Joseph Gordon-Levitt         |
| 2014 | Lego: Przygoda (The Lego Movie)                          | Superman (głos)                                | Phil Lord, Chris Miller      |
| 2014 | Foxcatcher                                               | Mark Schultz                                   | Bennett Miller               |
| 2014 | 22 Jump Street                                           | Greg Jenko                                     | Phil Lord, Chris Miller      |
| 2014 | Księga życia (The Book of Life)                          | Joaquin (głos)                                 | Jorge Gutierrez              |
| 2015 | Jupiter: Intronizacja (Jupiter Ascending)                | Cain Wise                                      | Lana i Lilly Wachowski       |
| 2015 | Magic Mike XXL                                           | Mike Lane (także producent)                    | Gregory Jacobs               |
| 2015 | Nienawistna ósemka (The Hateful Eight)                   | Jody Domergue                                  | Quentin Tarantino            |
| 2016 | Ave, Cezar! (Hail, Caesar!)                              | Burt Gurney                                    | Joel i Ethan Coenowie        |
| 2017 | Kingsman: Złoty krąg (Kingsman: The Golden Circle)       | mąż stanu, tajny agent                         | Matthew Vaughn               |
| 2017 | Logan Lucky                                              | Jimmy                                          | Steven Soderbergh            |
| 2018 | Wieczna Wojna                                            |                                                |                              |
| 2018 | The Contortionist’s Handbook                             | John Dolan Vincent                             |                              |
| 2021 | Free Guy                                                 | RazSięŻyje Buttons                             | Shawn Levy                   |
| 2022 | Pies                                                     | Briggs                                         | Reid Carolin/ Channing Tatum |
| 2022 | Zaginione miasto                                         | Alan                                           | Aaron Nee/ Adam Nee          |
| 2024 | Deadpool & Wolverine                                     | Gambit                                         | Shawn Levy                   |

### Seriale TV
| Rok  | Tytuł                                                      | Rola                        | Uwagi                           |
| ---- | ---------------------------------------------------------- | --------------------------- | ------------------------------- |
| 2004 | Kryminalne zagadki Miami (CSI: Miami)                      | Bob Davenport               | odc. Pro Per                    |
| 2012 | Saturday Night Live                                        | gospodarz                   | odc. Channing Tatum/Bon Iver    |
| 2014 | Simpsonowie (The Simpsons)                                 | w roli samego siebie (głos) | odc. Steal This Episode         |
| 2014 | W dziczy z Bearem Gryllsem (Running Wild with Bear Grylls) | w roli samego siebie        | sezon 1, odc. 3: Channing Tatum |
| 2016 | Idiotsitter                                                | Trick Malloy                | odc. Hos Before Bros            |
| 2022 | Afterparty                                                 | w roli samego siebie        | sezon 1                         |

Teledyski
| Rok  | Tytuł                                    | Artysta                                  |
| ---- | ---------------------------------------- | ---------------------------------------- |
| 2000 | „She Bangs”                              | Ricky Martin                             |
| 2006 | „(When You Gonna) Give It up to Me”      | Sean Paul, Keyshia Cole                  |
| 2006 | „Get Up”                                 | Ciara, Chamillionaire                    |
| 2013 | „(I Wanna) Channing All Over Your Tatum” | Jamie Foxx, Channing Tatum, Jimmy Kimmel |
| 2017 | „Beautiful Trauma”                       | Pink                                     |